# Řečové jednání
Řečové jednání, řečový akt nebo také mluvní akt je pojem používaný lingvisty a filosofy jazyka. Patří do lingvistické disciplíny, která se nazývá pragmatika. Pragmatiku nezajímá jazykový výraz jako abstraktní demonstrace jazykového systému (slovo, fráze, věta), nýbrž jako něčí výpověď vyslovená v dané situaci s určitým konkrétním záměrem.
Většina výpovědí v životě je nutně řečovými akty, tj. činy, které vykonáváme pomocí jazyka. Věta Je už 10 hodin. informuje o aktuální časové hodnotě v danou chvíli, a jako taková může být pravdivá či nepravdivá. Jako konkrétní řečový akt ovšem může jít např. o pokyn, aby adresát odešel domů nebo šel spát. Zde už o pravdivosti hovořit nelze.
Při rozboru dané věty rozlišujeme to, co je jejím slovním obsahem (lokuce), od pragmatické funkce, které slouží, čili od záměru, s nímž byla pronesena (ilokuce). Někdy mluvíme také o ilokuční síle dané výpovědi. Adresát výpovědi se navíc na jejím základě nějakým způsobem zachová (perlokuce):
Věta (lokuce) Někdo tam žvaní! je míněna jako příkaz (ilokuce) Utište se!, posluchači se utiší (perlokuce).
Vidíme, že ilokuční funkce má pro úspěšnost komunikace i případnou analýzu rozhovoru největší význam – důležité není „co se říká“, ale „co se tím myslí“.
V pragmatice rozeznáváme různé přímé akty jako jsou např. tvrzení, dotaz, slib, prosba, příkaz, varování, pozdrav, omluva. Existují i nepřímé akty, kdy např. příkaz je formulován formou dotazu.

## Hlavní druhy řečových aktů
- reprezentativní akty - tvrzení, domněnka,
- direktivní - příkaz, prosba,
- komisivní - slib,
- deklarativní - vynesení rozsudku, křest,
- expresivní - vyjádření pocitu, omluva, přivítání.[2]

## Provedení ilokuce
Ilokuce, tedy záměr mluvčího, může být ve výpovědi vyjádřen různým způsobem:
- performativní formule (viz níže)
- lexikálně:
  - modální slovesa,
  - modální částice,
- gramaticky: slovesné časy, slovesné způsoby, negace, slovesný vid
- ilokuce vyplývá z kontextu: Věta Odpočívej v pokoji má zcela jiný význam, pokud je pronesena na hřbitově než v kuchyni.
- suprasegmentálně, např. pomocí větného přízvuku: (Dávej na něj pozor,) mohl se pořezat. x (Škoda, že si dával pozor,) mohl se pořezat.

## Performativní formule
Performativní formule jsou zvláštní kategorií řečových aktů, na které upozornil John Langshaw Austin. Performativní věta - např. Odsuzuji vás k smrti - je sama z úst soudce v pravou chvíli rozsudkem a nikoli pouhým doprovodem nějakého jiného jednání. Naproti tomu např. věta Tady vám předávám odměnu, bez skutečného předání odměny odměnou není. Pro Austina byly performativní věty zvláštní kategorií, kde se jazyk nepoužívá k předání informace jako u tvrzení (konstantivních vět). Proto nelze u performativních vět určovat pravdivostní hodnotu, nýbrž pouze to, zda daný akt je platný či neplatný. Performativní věty se staly východiskem Austinovy teorie řečového jednání. Toto učení dále rozvíjel John Searle.